# Hội Nghệ sĩ Múa Việt Nam
Hội Nghệ sĩ Múa Việt Nam là tổ chức chính trị xã hội nghề nghiệp phi lợi nhuận của các tổ chức và cá nhân nghệ sĩ hoạt động trong lĩnh vực nghệ thuật múa tại Việt Nam..
Hội có tên giao dịch tiếng Anh là The Viet Nam Dance Asociation, viết tắt là VNDA.
Hội NSNA Việt Nam thành lập ngày 27/12/1989.
Điều lệ Hội sửa đổi hiện hành đã được Bộ Nội vụ phê duyệt tại Quyết định số 95/QĐ-BNV ngày 29/01/2011.
Văn phòng Hội đặt tại địa chỉ Số 66 phố Nguyễn Văn Huyên, quận Cầu Giấy, Hà Nội . Hội NSNA Việt Nam là thành viên của Liên hiệp các Hội Văn học nghệ thuật Việt Nam.